# State Champs
State Champs es una banda de rock pop punk de Averill Park, Nueva York, formada en 2010. Su discográfica actual es Pure Noise Records y han publicado cinco EPs y cuatro álbumes de larga duración. Lanzaron un EP titulado The Acoustic Things en octubre de 2014 y su segundo álbum de larga duración Around the World and Back un año más tarde, en octubre de 2015. Su álbum de larga duración de 2013 The Finer Things, debutó número 2 en Billboard.

## Historia

### Formación y primeras publicaciones(2010–12)
State Champs se formó en la primavera de 2010 en Albany, Nueva York por el guitarrista Tyler Szalkowski y el cantante Derek DiScanio. Poco después ellos autopublicaron su "EP 2010" en agosto, el cual estuvo seguido por su segundo EP, Apparently, I’m Nothing en enero de 2011. Este EP contenía varias canciones nuevas. En julio, la banda tuvo una gira con The Tired and True y Call It Fiction. En abril de 2012. El 19 de abril,  fue anunciado que la banda firmó con Pure Noise Records. En julio y agosto, la banda tuvo una gira con With the Punches y Forever Came Calling en El PropertyOfZack Tour. La banda lanzó el Overslept EP en septiembre a través de Pure Noise. En septiembre y octubre, la banda apoyo a Handguns, y luego a Citizen . La banda tuvo una gira con Hit the Lights y A Loss for Words en diciembre.

### The Finer Things y The Acoustic Things(2013–15)
Originalmente, la banda estaría de gira con Chunk! No, Captain Chunk! En su Pardón My French Tour en marzo y abril de 2013 en cambio fue con A Day to Remember. La banda acabó de grabar su álbum debut con el productor Sam Pura en El Panda Estudios y como coproductor al antiguo guitarrista de New Found Glory Steve Klein en Fremont, CA en mayo de 2013.
Su álbum debut, The Finer Things, fue lanzado el 8 de octubre de 2013. Debutando en el puesto #2 de Billboard 200, vendiendo un poco más de 3,100 copias en la primera semana . Para promocionar el álbum, la banda teloneo a Motion City Soundtrack  y Bayside en una gira por América del Norte.. La banda empezó su ocupad programa de 2014 en marzo con sus primeros shows llenos por los Estados Unidos abriendo para We Are the In Crowd, William Becket, Set It Off and Candy Hearts . Poco después completando esta gira, la banda encabezó en el extranjero por primera vez con las bandas pop-punk The Wonder Years y A Loss for Words.

### Around the World and Back (2015 –2017)
La banda abrió para All Time low en su Future Hearts Tour en primavera 2015, y luego abrieron para 5 Seconds of Summer en junio de 2015 en Australia y Nueva Zelanda. El 15 de julio , la banda anunció su segundo álbum, Around the World and Back, sería liberado en octubre 16; por noviembre, el álbum había logrado #30 en la Parte superior de Cartelera de los EE. UU. 200 gráficos de Álbumes. La banda empezó un co-headlining visita mundial en el Reino Unido con Neck Deep en febrero de 2016, con soporte de Creeper y Light Years.  La gira continuó en los EE. UU. y Canadá en febrero y marzo con soporte de Knuckle Puck y Like Pacific. Este álbum tuvo la producción de dos vídeos musicales oficiales para los sencillos "All You Are Is History" y "Secrets".

### Living Proof (2017-presente)
en febrero del 2017 la banda empezó a trabajar en lo que es su tercer álbum de estudio, Living Proof, un álbum que mantiene la línea de Around the World and Back (2015), en abril de 2018, sacaron el primer sencillo del álbum que fue "Dead and Gone", una canción que suena muy a pop-punk de todos los tiempos, días después salió el videoclip de dicha canción y muy poco después sacaron 2 canciones más del álbum "Crystal Ball", "Mine is Gold" y "Our Time to Go" junto con el videoclip, el álbum salió a la venta el 15 de junio del 2018 mientras la banda estaba de gira por Estados Unidos, en este disco hay colaboraciones como Mark Hoppus (Blink-182) quien colabora en la canción "Time Machine", John Feldmann (Goldfinger) quien ha producido el disco o Alex Gaskarth (All Time Low) con quien coescribieron la canción "The Fix Up", a día de hoy, la banda ya tiene confirmadas algunas fechas de la gira del álbum entre septiembre y noviembre que pasara por Estados Unidos, Europa y Sudamérica.

## Miembros de banda

### Actuales
- Derek DiScanio - Voz (2010–presente)
- Tyler Szalkowski - Guitarra (2010–presente)
- Ryan Scott Graham - Bajo (2014–presente)
- Evan Ambrosio - Batería(2012–presente)

### Antiguos
- William Goodermote - Bajo (2010–13)
- Dave Fogarty - guitarra (2010–11)
- Matt Croteau - Batería (2010–12)
- Tony "Rival" Diaz - Guitarra rítmica (2012–2020)

## Discografía
Álbumes de estudio
- The Finer Things U.S. #131 (Pure Noise, 2013)[26]
- Around the World and Back (Pure Noise, 2015) U.S. #30[24]
- Living Proof (Pure Noise, 2018)
- Kings of the New Age (Pure Noise, 2022)

EP
- EP 2010 ( 2010)
- Apparently, I'm Nothing (2011)
- Overslept (Pure Noise, 2012)
- The Acoustic Things (Pure Noise, 2014) U.S. #112[27]
- Unplugged (Pure Noise, 2020)
- Chicago Is So Two Years Ago (Pure Noise, 2021)